# پرکینز ادیشن
پرکینز ادیشن (به انگلیسی: Perkins Addition) یک بلوک شهری در ایالات متحده آمریکا است که در سالت‌لیک‌سیتی واقع شده‌است.